# Três Rios (ort)
Três Rios är en ort i Brasilien.   Den ligger i kommunen Três Rios och delstaten Rio de Janeiro, i den sydöstra delen av landet, 900 km sydost om huvudstaden Brasília. Três Rios ligger 276 meter över havet och antalet invånare är 71 944.
Terrängen runt Três Rios är kuperad åt sydväst, men åt nordost är den platt. Três Rios ligger nere i en dal. Três Rios är det största samhället i trakten.
Omgivningarna runt Três Rios är huvudsakligen savann. Runt Três Rios är det ganska tätbefolkat, med 179 invånare per kvadratkilometer.